# Kristine Perpête
Kristine Perpête (2 oktober 1971) is een Vlaamse actrice, regisseuse en danseres.

## Biografie
Kristine Perpête studeerde in 1994 af aan het Hoger Instituut voor Dans en Danspedagogie, waar ze de richting Theaterdans en Musical volgde. Sindsdien geeft ze lessen Beweging en Spel bij theaterstudio Piep in Boom.
In 1991 speelde ze mee in het theaterstuk "Geschiedenis van het Paard", met wijlen Bert André. Van 1994 tot 1996 was ze te zien in verschillende musicals, waaronder "Hollywood by Night", "Chess" en "The Sound of Music" bij Het Ballet Van Vlaanderen.
Van 1997 tot 2010 speelde Perpête de rol van Els d'Hollander in de bekende Vlaamse soapserie Familie. In 2010 verdween ze op eigen vraag uit de reeks, nadat haar rol steeds kleiner en onbelangrijker werd.
Sinds enkele jaren neemt ze ook regies op zich, van onder andere "Bim Bam Baba", "De tovenaar van Oz", "Pinokkio", "Jaloezie", "De meiden" en "Assepoester". Naast het acteren en lesgeven, presenteert ze ook regelmatig en zet ze zich in voor goede doelen. Sport is haar grote hobby.

## Privé
Kristine Perpête is sinds 2001 getrouwd met Steven De Decker. Samen hebben ze 2 kinderen: een dochter Josefien (geboren in 2004) en een zoon Jerôme (geboren in 2008). Tussen beide kreeg ze twee miskramen.
In 2009 werd Perpête geveld door een zware nekhernia, met een hersenbreuk tot gevolg. Uiteindelijk hield ze - na een operatie en lange herstelperiode - hier niets aan over.